# Даньмэй
Даньмэй (кит. 耽美, пиньинь. dānměi, дословно — «потворствующий красоте») — китайский жанр литературы и других искусств (маньхуа, дунхуа, телесериалы), в котором описывается романтические отношения между персонажами мужского пола. Даньмэй обычно создается гетеросексуальной женской аудиторией и ориентирован на нее. Хотя произведения «даньмэй» и их адаптации достигли широкой популярности в Китае и во всем мире, их правовой статус остается неясным из-за китайской цензуры.

## Термин
Буквально даньмэй можно перевести, как «не отказывать себе в красоте, баловаться красотой». Термин заимствован из японского слова «танби» (耽美, «эстетизм»), и китайские фанаты часто используют «даньмэй» и «BL» как синонимы.

## История
Жанр яоя или BL зародился в японской манге в начале 1970-х годов и был завезен в материковый Китай через пиратские тайваньские переводы в начале 1990-х годов. К 1999 году было основано несколько даньмэй онлайн-форумов. Вначале эти форумы создавались как сообщество китайских фанатов японского яоя, но вскоре там начали размещаться фан-работы и фанфики молодых китаянок. В 1999 году также был основан первый печатный журнал, посвященный даньмэй, Danmei Season, который непрерывно издавался до 2013 года, несмотря на отсутствие официального разрешения.
Ранние даньмэй онлайн-сообщества в основном управлялись фанатами данного жанра, затем эти форумы были вытеснены коммерческими онлайн-сайтами художественной литературы, основанные в начале 2000-х годов. Самый крупный из них, Jìnjiāng Wénxuéchéng ( кит. 晋江文学城, дословно — «Литературный город Цзиньцзян»), был основан в 2003 году и с тех пор собрал 7 миллионов зарегистрированных пользователей и более 500 000 произведений. Эта платформа наиболее известна как место для размещения даньмэй романов.
Даньмэй достиг большей популярности в Китае и других странах в конце 2010-х годов, а подвергшиеся цензуре экранизации даньмэй романов, такие как «Неукротимый: Повелитель Чэньцин», «Благословение небожителей», «Далекие странники», получили миллиарды просмотров и широкое международное распространение. В 2020 году продюсеры кино и телевидения приобрели права на экранизацию 59 даньмэй романов, например, Джеки Чан стал исполнительным продюсером телесериала «Сыщик династии Мин».

## Жанровая характеристика
В произведениях даньмэй действия часто происходят в фэнтезийном мире уся или сянься, или включают элементы других жанров, такие как спорт или научная фантастика.
Обычно, но не повсеместно, два главных героя-мужчин делятся на гун (кит. 攻, дословно — «нападающий») или «верхний» и сё (кит. 受, дословно — «принимающий») или «нижний». Эти роли аналогичные японским сэмэ и уке. В некоторых произведениях эти роли не используются, а вместо этого главные герои называются хугун ( кит. 互攻, дословно — «Взаимно нападающие»). Даньмэй критикуется за «гетеронормативность» гендерных ролей в однополых отношениях, но в последние годы этот жанр разросся и стал включать большее разнообразие. 

## Аудитория
Опрос китайской аудитории даньмэй, проведенный в 2015–2018 годах, показал, что около 88% этой группы идентифицируют себя как женщины. 66,5% идентифицируют себя как гетеросексуалы, 15,7% - бисексуалы и 2,7% - гомосексуалы. Анна Мэдилл выявила, что среди англоязычных поклонников «есть значительная доля женщин с очень гетерогенной сексуальной идентификацией и относительно небольшой, но немаловажной группы поклонников-геев». 
Поклонницы даньмэй часто называют себя фу нэ (кит. 腐女, букв. «гнилая женщина»), что заимствовано из японского термина фудзёси.

## Медиа
Большинство популярных даньмэй произведений представлены в виде веб-романов, которые публикуются на таких сайтах, как Jinjiang Literature City, Liancheng Read и Danmei Chinese Web. Читатели платят за новые главы по мере их выхода. 
Романы могут быть опубликованы в физическом виде в Китае (изданы самостоятельно или через Тайвань) и за рубежом. Фанатский перевод широко распространен. Романы экранизируются в виде маньхуа (комиксы), дунхуа (анимация), радиопостановок и телесериалов, которые могут сохранять или не сохранять квир-элементы.

## Цензура
Несмотря на свою популярность, даньмэй работы постоянно подвергаются риску судебного иска со стороны китайского правительства, поскольку они «одновременно нарушают два социальных табу: порнография и гомосексуализм». Порнография в Китае запрещена законом, хотя точные законы, касающиеся ее хранения и распространения, размыты, но литература даньмэй с откровенными сексуальными сценами однозначно классифицируется как порнография. Гомосексуальность декриминализована в Китае с 1997 года, но из-за расплывчатых юридических определений «непристойности» и «ненормального сексуального поведения» даже неявная квир-литература может подвергаться цензуре. 
Кампании против порнографии в 2004, 2010 и 2014 годах привели к закрытию многих даньмэй веб-сайтов и форумов. В 2011 году китайские власти закрыли веб-сайт, на котором было размещено 1200 работ, а его основатель Ван Мин был оштрафован и заключен в тюрьму на 18 месяцев. В октябре 2018 года автор, писавшая под псевдонимом Тяньи, была приговорена к 10 годам тюремного заключения после того, как ее гомоэротический роман, посвященный роману между учителем и учеником, был продан тиражом более 7000 экземпляров. 
В начале 2016 года веб-сериал «Влечение» был внезапно удален со всех стриминговых платформ материкового Китая, прежде чем закончился показ дорамы, по приказу Государственного управления печати, публикаций, радио, кино и телевидения.  На следующей неделе Китайская ассоциация производителей телевизионных сериалов опубликовала руководящие принципы от 31 декабря 2015 года, которые запрещают телевизионное изображение «ненормальных сексуальных отношений и поведения», включая однополые отношения.
В 2018 году, вскоре после выхода последнего эпизода, дорама «Усмиритель душ» была удалена со стриминговых платформ для «корректировки контента» в соответствии с директивой «очистить телепрограммы от вредного и вульгарного контента». Позже сериал был переиздан с отредактированными или удаленными сценами, но ни одна из них не имела отношения к гомоэротическому подтексту. 
Чтобы соответствовать политике цензуры, в экранизациях откровенно гомосексуальные отношения часто заменяется на броманс или оставляются намеренно расплывчатые чувства героев или намеки.
В 2025 году развернулась новая кампания борьбы против Даньмэй.